# Whitey Herzog
Dorrel Norman Elvert „Whitey“ Herzog (* 9. November 1931 in New Athens, Illinois; † 15. April 2024) war ein US-amerikanischer Baseballspieler und -manager in der Major League Baseball (MLB). Sein Spitz- und Rufname war Whitey.

## Biografie
Herzog wurde als zweites von drei Kindern von Edgar und Lietta Herzog geboren. Er wuchs im ländlichen New Athens im südwestlichen Illinois auf, einem Dorf mit überwiegend Einwohnern aus deutschen Aussiedlerfamilien. Sein Vater arbeitete in einer Brauerei, seine Mutter in einer Schuhfabrik. Er war früh sportlich aktiv und fiel zunächst als Basketball-Spieler auf, der von der Saint Louis University ein College-Stipendium angeboten bekam. Herzog wollte jedoch von Kind an Baseballprofi werden und unterschrieb nach Abschluss der Highschool und einem Probetraining einen Vertrag mit den New York Yankees für einen Abschlussbonus von 1500 $.
Zwischen 1949 und 1955 spielte Herzog bei verschiedenen Farmteams, 1953 wurde er während des Koreakrieges in das United States Army Corps of Engineers einberufen, dort trainierte er die Baseball-Mannschaft des Forts Leonard Wood. Die Yankees hatten neben Herzog auch Mickey Mantle für die Position des Centerfielders als Nachwuchsspieler verpflichtet. Da dieser sich wesentlich erfolgversprechender entwickelte, kam es einem Wechsel zu den Washington Senators, wo er 1956 in der Major League debütierte. In acht Spielzeiten in der Liga spielte er auch für die Kansas City Athletics, Baltimore Orioles und die Detroit Tigers. 1960 zog er sich am rechten Oberschenkel eine schwere Prellung zu, die aufgrund ungenügender Behandlung zu einer Kalkablagerung führte, die seine Karriere bis zum Ende 1963 erheblich beeinträchtigte.
Nach der aktiven Karriere arbeitete Herzog als Scout und Trainer zwei Jahre für die Kansas City Athletics. 1966 wechselte er zu den New York Mets, wo er nach einem Jahr als 3rd-Base-Coach Leiter der Spielerentwicklung wurde. Die Mets gewannen in dieser Zeit 1969 die World Series.
1973 wurde er Manager der Texas Rangers. Kurz vor Ende der Saison wurde Herzog wieder entlassen und durch den gerade frei gewordenen Billy Martin ersetzt. Nach einem Jahr als Coach bei den California Angels, wo er einen Tag auch Interims-Manager war, wechselte er als Manager zu den Kansas City Royals. In der ersten Saison führte er die Royals auf den zweiten Platz. In den drei Jahren darauf gewann er mit seinem Team jeweils die Western Division, scheiterte aber jedes Jahr in der American League Championship Series an den New York Yankees. 1979 erreichte er den zweiten Platz in der Western Division, woraufhin er von den Royals entlassen wurde.
Im Juni 1980 übernahm er den Managerposten bei den St. Louis Cardinals. Nach zwei Monaten überzeugte er den Besitzer der Cardinals, Gussie Busch, ihn als General Manager einzusetzen, um das Team erfolgreicher aufzustellen. Red Schoendienst übernahm für Herzog als Manager bis zum Saisonende. Ab der Saison 1981 übernahm er die Aufgaben des General Managers und des Managers für zwei Jahre in Personalunion. In dieser Zeit akquirierte er Spieler von anderen Vereinen und beförderte er Nachwuchsspieler, welche die Basis für ein erfolgreiches Jahrzehnt der Cardinals bildeten. 1983, als er sich wieder komplett auf seine Managerrolle konzentrierte, gewann er die World Series. 1985 und 1987 gewann er die National League Pennant, verlor jedoch jeweils in der World Series. Im Juli 1990 trat Herzog zurück.
Anschließend übernahm Herzog verschiedene Tätigkeiten in der MLB in beratender Rolle, kurzfristig auch als General Manager der California Angels.
2019 erlitt Herzog einen Schlaganfall während eines Wohltätigkeits-Golfturniers.

## Whiteyball
Die Spielweise seiner Teams, insbesondere bei den Cardinals, bekam den Spitznamen Whiteyball. Seine Spieler waren oft sehr schnell und erzielten Stolen Bases oder kamen mittels Walks häufig auf die Bases, er legte Wert auf Defense und eine gute Bullpen, dagegen hatte er wenig Spieler, die viele Homeruns schlugen. Herzog selbst meinte, diese Spielweise erfolgte nicht aus einer Spielphilosophie heraus, sondern aus der Notwendigkeit nur wenige Spieler zu haben, die viele Homeruns schlugen.

## Erfolge und Ehrungen
1985 wurde Herzog Manager of the Year in der National League. 2010 wurde Herzog in die Baseball Hall of Fame aufgenommen. Die St. Louis Cardinals vergaben seine Rückennummer 24 seit 2010 nicht mehr an Spieler. Die 2014 gegründet St. Louis Cardinals Hall of Fame Museum hat Herzog als Gründungsmitglied aufgenommen. Herzog war ebenfalls Mitglied der Kansas City Hall of Fame.